# Championnats de France de marche nordique
Les Championnats de France de marche nordique sont une compétition d'athlétisme créée en 2015 et sous l'égide de la fédération française d'athlétisme de cette discipline. 
Les records de titre appartiennent à Nathalie Jaunet, quatre fois championne de France chez les femmes sur quatre compétitions et à Franz Liskowitch, sacré deux fois dans la compétition masculine.

## Historique
En 2020, l'EuroNordicWalk Vercors devait initialement accueillir à Villard-de-Lans en juin le championnat de France de marche nordique. À cause de la pandémie de Covid-19, l'épreuve est reportée au samedi 31 octobre à Chamarande. Grâce au protocole sanitaire prévu, l'épreuve obtient l'accord de la préfecture. À la suite des annonces du Président de la République Emmanuel Macron du mercredi 28 octobre sur la lutte contre le Covid-19, un second confinement national est mis en place à partir du vendredi, ce qui entraîne finalement l'annulation du championnat pour cette année.

## Palmarès
| Edition | Année | Lieu                | Distance | Femme             | Temps           | Homme                 | Temps           |
| ------- | ----- | ------------------- | -------- | ----------------- | --------------- | --------------------- | --------------- |
| 7e      | 2022  |                     | km       |                   |                 |                       |                 |
| 6e      | 2021  | Autrans             | 12,0 km  | Christiane Salvi  | 1 h 28 min 55 s | Christophe Rey        | 1 h 21 min 13 s |
| 5e      | 2019  | Verneuil-sur-Seine  | 13,3 km  | Apolline Mazureck | 1 h 26 min 55 s | Julien Auviste        | 1 h 21 min 31 s |
| 4e      | 2018  | Fontainebleau       | 14,1 km  | Nathalie Jaunet   | 1 h 35 min 04 s | Franz Liskowitch      | 1 h 29 min 51 s |
| 3e      | 2017  | Fontenay-sur-Eure   | 13,4 km  | Nathalie Jaunet   | 1 h 37 min 44 s | Franz Liskowitch      | 1 h 30 min 06 s |
| 2e      | 2016  | Verneuil-sur-Seine  | 15,0 km  | Nathalie Jaunet   | 1 h 41 min 42 s | Didier Frison         | 1 h 35 min 47 s |
| 1re     | 2015  | Notre-Dame-de-Monts | 10,8 km  | Nathalie Jaunet   | 1 h 15 min 00 s | Matthieu Dudit-Gamant | 1 h 02 min 56 s |